# Gian Francesco Baroncelli
Gian Francesco Baroncelli (circa 1640 – circa 1699) è stato un architetto italiano.

## Biografia
Le notizie biografiche su Baroncelli sono piuttosto scarse.
Baroncelli fu attivo in Piemonte fra il 1672 e il 1694.
Indubbiamente la sua formazione artistica ed architettonica ricevettero l'influenza e gli insegnamenti del Guarino Guarini e di Amedeo di Castellamonte; per quest'ultimo disegnò numerose tavole del volume sulla Venaria Reale, incise dal Tasnière (1674).
Inoltre prese il posto del maestro, morto nel 1683, nella direzione dei lavori per l'ospedale di San Giovanni a Torino, iniziato nel 1680 e ultimato, sotto la sua guida, nel 1689.
Fu anche collaboratore di Guarino Guarini in palazzo Carignano, i cui lavori, iniziati nel 1679, si conclusero nel 1685.
Dal 28 maggio 1684 Baroncelli ereditò dal Guarini, morto nel 1683, il titolo di ingegnere del principe di Carignano. Ricoprì pure la carica di ingegnere ducale.
Oltre al suo impegno per la realizzazione di queste opere in collaborazione, eseguì anche un buon numero di lavori autonomi, anche se la documentazione non è sempre sicura.
Tra le attribuzioni vi sono il palazzo Graneri a Torino (poi Circolo degli artisti), fatto costruire nel 1682 dall'abate Marco Antonio Graneri della Roccia.  In quest'opera, come in tutte le altre, si evidenziarono influssi ed elementi stilistici guariniani e castellamontiani.
Gli è stata attribuita la parte centrale (1692) del palazzo Provana di Druent (poi Barolo), già parzialmente costruito da altri architetti; l'opera del Baroncelli si caratterizzò per il pregevole atrio e il maestoso scalone, impreziosito di soluzioni scenografiche.
Baroncelli viene menzionato anche per il santuario della Beata Maria Vergine del Pilone a Moretta (1684), nel quale si affrancò dagli influssi soliti, per ricollegarsi ad una iconografia tradizionale.
Morì nel 1694: è da ricordare tra gli architetti che hanno seguito le significative lezioni del tardo Castellamonte e del Guarini.

## Opere
- Ospedale di San Giovanni a Torino (1680-1689);
- Palazzo Carignano a Torino (1679-1685);
- Palazzo Graneri a Torino (1682);
- Palazzo Barolo (1692);
- Santuario della Beata Maria Vergine del Pilone a Moretta (1684).